# Zuid-Afrikaans Open 2011
Het Zuid-Afrikaans Open 2011 - officieel het South African Open Championship 2011 - was een golftoernooi, dat liep van 24 tot en met 27 november 2011 en werd gespeeld op de Serengeti Golf Estate in Ekurhuleni. Het toernooi maakte deel uit van de Sunshine Tour 2011 en de Europese PGA Tour 2011, het 51ste toernooi van het seizoen. Het was de 101ste editie van het Zuid-Afrikaans Open en de prijzengeld bedroeg € 1.000.000.
Ernie Els was de titelhouder en won het toernooi in 1992, 1996, 1998, 2007 en 2010. De oudste deelnemer is voormalig winnaar Gavan Levenson, hij speelt op de Senior Tour.
De beste amateur krijgt de Freddie Tait Cup.

## Verslag
Ronde 1
Na de ochtendronde stonden Jbe Kruger en Steven O'Hara aan de leiding met -7. O'Hara staat nummer 136 op de Race To Dubai (R2D) en moet deze week in de top-4 eindigen om zijn spelerskaart te behouden. Maarten Lafeber staat op 150, Floris de Vries op 171 en Tim Sluiter op 177, zij moeten in december de Tourschool spelen.

Floris de Vries maakte een bogey-loze ronde van -3 en Maarten Lafeber maakte +1. Nicolas Colsaerts, Robert-Jan Derksen en Joost Luiten doen deze week niet mee want zij spelen in China de World Cup. Nederland staat na de eerste ronde daar op de 4de plaats.
Tim Sluiter sloeg pas af nadat zijn landgenoten binnen waren. Hij maakte een ronde van 70. 

Jared Harvey staat als beste Zuid-Afrikaan sinds mei 2011 op nummer 13 van de WAGR en is ook nu de beste Zuid-Afrikaanse amateur. 
Ronde 2
O'Hara speelde een goede tweede ronde en bleef aan de leiding. Jbe Kruger speelde boven par en zakte af. Lyle Rowe, die via een kwalificatietoernooi een plaats in dit toernooi kreeg, speelde dit seizoen op de Sunshine Big Easy Tour, de in 2011 opgerichte Zuid-Afrikaanse Challenge Tour. Hij sloeg vandaag als eerste af en stond zes uur lang met -9 op de 2de plaats, totdat Retief Goosen zijn 5de birdie op hole 18 maakte en Merrick Bremner op zijn 17de hole (hole 8) zijn 7de birdie maakte, en zij hem inhaalden. Jbe Kruger kwam op hole 17 eindelijk onder par en kreeg weer aansluiting met de kopgroep. Floris de Vries eindigde met een birdie waardoor hij net de cut haalde. Er staan 82 van de 156 spelers onder par.
Jared Harvey deelt met -5 de 20ste plaats. Hij is de enige amateur die de cut haalde.
Ronde 3
O'Hara had het moeilijk, na negen holes stond hij al +2, daarna volgden nog drie bogeys voordat hij drie birdies maakte. De beste dagrondes waren een 65 voor Jaco Ahlers en Hennie Otto, die daardoor aan de leding ging. Sluiter begon slecht en stond na negen holes op +4 maar hij herstelde zich en eindigde met +1. Floris de Vries maakte een goede ronde van -4 
Ronde 4
De 35-jarige Hennie Otto had genoeg aan een rondje par om dit toernooi te winnen hoewel hij daarvoor in de laatste twee holes toch nog een birdie moest maken. Dat gebeurde op hole 17. Bernd Wiesberger behaalde zijn vierde top-5 plaats van dit seizoen. Hij verdiende deze week € 158.500 en staat daardoor nu net in de top-60 van de Race To Dubai. Door zijn top-10 resultaat mag hij volgende week in Hong Kong meespelen en voorkomen dat anderen hem nog inhalen. In december mag hij waarschijnlijk het Dubai Wereldkampioenschap spelen.
De drie Nederlanders hebben het toernooi onder par afgerond.
- Leaderboard

| Naam               | Score R1 | Score R1 | Nr  | Score R2 | Score R2 | Totaal | Nr  | Score R3 | Score R3 | Totaal | Nr  | Score R4 | Score R4 | Totaal | Nr  |
| ------------------ | -------- | -------- | --- | -------- | -------- | ------ | --- | -------- | -------- | ------ | --- | -------- | -------- | ------ | --- |
| Hennie Otto        | 70       | -2       | T42 | 67       | -5       | -7     | T11 | 65       | -7       | -14    | 1   | 72       | par      | -14    | 1   |
| Bernd Wiesberger   | 69       | -3       | T   | 68       | -4       | -7     | T11 | 70       | -2       | -9     | T   | 68       | -4       | -13    | 2   |
| Thomas Aiken       | 68       | -4       | T13 | 69       | -3       | -7     | T11 | 68       | -4       | -11    | T2  | 72       | par      | -11    | T3  |
| Retief Goosen      | 66       | -6       | T3  | 68       | -4       | -10    | T2  | 71       | -1       | -11    | T2  | 73       | +1       | -10    | T6  |
| Magnus A. Carlsson | 73       | +1       | T97 | 66       | -6       | -5     | T20 | 66       | -6       | -11    | T2  | 73       | +1       | -10    | T6  |
| Garth Mulroy       | 67       | -5       | T6  | 68       | -4       | -9     | T4  | 70       | -2       | -11    | T2  | 74       | +2       | -9     | T9  |
| Jaco Ahlers        | 74       | +2       | T   | 67       | -5       | -3     | T38 | 65       | -7       | -10    | T6  | 73       | +1       | -9     | T9  |
| Lyle Rowe          | 69       | -3       | T24 | 66       | -6       | -9     | T4  | 73       | +1       | -8     | T15 | 72       | par      | -8     | T13 |
| Merrick Bremner    | 66       | -6       | T3  | 68       | -4       | -10    | T2  | 72       | par      | -10    | T6  | 75       | +3       | -7     | T20 |
| Steven O'Hara      | 65       | -7       | T1  | 68       | -4       | -11    | 1   | 74       | +2       | -9     | T8  | 75       | +3       | -6     | T25 |
| Jbe Kruger         | 65       | -7       | T1  | 71       | -1       | -8     | T6  | 71       | -1       | -9     | T8  | 75       | +3       | -6     | T25 |
| Floris de Vries    | 69       | -3       | T24 | 73       | +1       | -2     | T57 | 68       | -4       | -6     | T26 | 73       | +1       | -5     | T32 |
| Tim Sluiter        | 70       | -2       | T42 | 69       | -3       | -5     | T20 | 73       | +1       | -4     | T39 | 72       | par      | -4     | T35 |
| Maarten Lafeber    | 73       | +1       | T97 | 68       | -4       | -3     | T38 | 70       | -2       | -5     | T33 | 75       | +3       | -2     | T47 |

| Leider |  | Toernooirecord |

## De spelers
| Europese Tour (op alfabet) - Felipe Aguilar - Seve Benson - Richard Bland - Liam Bond - Markus Brier - Mark Brown - Rafael Cabrera Bello - Magnus A. Carlsson - Robert Coles - Carlos Del Moral - Robert Dinwiddie - David Dixon - Stephen Dodd - Nick Dougherty - Bradley Dredge - David Drysdale - Simon Dyson - Rafa Echenique - Jamie Elson - Borja Etchart - Niklas Fasth - Richard Finch - Oscar Florén - Alastair Forsyth - Florian Fritsch - Sebi García - Alfredo García Heredia - Daniel Gaunt - Adam Gee - Jean-Baptiste Gonnet - Tano Goya - Julien Guerrier - Matt Haines - Søren Hansen - Andreas Hartø - Oskar Henningsson - Jeppe Huldahl - Sam Hutsby - Scott Jamieson - Eirik Tage Johansen | - Alexandre Kaleka - Søren Kjeldsen - Mikko Korhonen - Maarten Lafeber - Steve Lewton - Sam Little - Mikael Lundberg - Pablo Martin - Gareth Maybin - Richard McEvoy - George Murray - Matthew Nixon - Thomas Nørret - Steven O'Hara - Thorbjørn Olesen - Pedro Oriol - Wade Ormsby - John Parry - Phillip Price - Manuel Quiros - Robert Rock - Elliot Saltman - Lloyd Saltman - Marcel Siem - Joel Sjöholm - Lee Slattery - Tim Sluiter - Graeme Storm - Mark Tullo - Alvaro Velasco - Floris de Vries - Simon Wakefield - Paul Waring - Marc Warren - Steve Webster - Peter Whiteford - Bernd Wiesberger - Danny Willett - Oliver Wilson - Fabrizio Zanotti | Sunshine Tour (op rangorde) - Chris Williams - Michiel Bothma - Darren Fichardt - Jean Hugo - Jaco Van Zyl - Warren Abery - Shaun Norris - Deane Pappas - Branden Pieters - Grant Muller - Alan Michell - Theunis Spangenberg - JG Claassen - Justin Walters - Justin Harding - Doug McGuinan - Chris Swanepoel - Oliver Bekker - James Kamte - Anthony Michael - Alex Haindl - Branden Grace - Trevor Fisher Jr - Tjaart van der Walt - Neil Schietekat - Trevor Fisher Jr - Dawie van der Walt - Neil Schietekat - Josh Cunliffe - Bradford Vaughan - Ulrich van den Berg - Tyrone van Aswegen - Willie van der Merwe - Neil Cheetham - Jake Roos - TC Charamba - Christiaan Basson - Daniel Greene - Martin Maritz - Louis de Jager - Jaco Ahlers - Divan van den Heever | - Andrew Curlewis - Tyrone Ferreira - Tyrone Mordt - Prinavin Nelson - Alan McLean - Jacques Blaauw - Colin Nel - Merrick Bremner - Johan De Buisson - George Coetzee - Jbe Kruger - Thomas Aiken - Hennie Otto - Keith Horne - Garth Mulroy - Des Terblanche - André Cruse - PH MnIntyre - Louis Moolman - Ariel Cañete - Darryn Lloyd - Garry Hill - Bennie van der Merwe - Lyle Rowe - PG Van Zyl - Sean Farrell - Julio Zapata - Mark Williams - Danie van Tonder - Julien Guerrier - Ryan Cairns - Ockie Strydom - Alastair Forsyth - Rynard Combrinck Voormalige winnaars - Ernie Els (5x) - David Frost (1999) - Retief Goosen (1995, 2006) - James Kingston (2008) - Gavan Levenson (1985) - Clinton Whitelaw (1993) | Invitaties - David Howell - Adam Gee - Dodge Kemmer - Linus Gillgren - Allan Versfeld - David Hewan - Thabang Simon - Omar Sandys - Lindani Ndwandwe - Toto Thimba Jr Amateurs - Ruan de Smidt - Haydn Porteous - Michael Stewart - Brandon Stone - Jared Harvey |